# Coccotrypes dactyliperda
Espèce
Coccotrypes dactyliperda est une espèce d'insectes coléoptères de la famille des Curculionoidea répandue dans les régions tropicales et subtropicales.
Ce minuscule charançon parasite les noyaux de dattes, l'ivoire végétal (même les boutons fabriqués dans cette matière) et divers autres fruits, tels l'amande douce, la noix de bétel, la noix de muscade, ainsi que l'écorce de cannelle.

## Synonymes
Selon PaDil :
- Coccotrypes anonae  Hopkins, 1915
- Coccotrypes bakeri  Hopkins, 1915
- Coccotrypes canariensis  Eggers, 1928
- Coccotrypes ceylonicus  Schedl, 1948
- Coccotrypes exasperatus Schedl, 1975
- Coccotrypes grisseopuberulus  Schedl, 1972
- Coccotrypes hubbardi  Hopkins, 1915
- Coccotrypes integer  Eichhoff, 1878
- Coccotrypes liberiensis  Hopkins, 1915
- Coccotrypes nanus  Eggers, 1920
- Coccotrypes phoenicola  Beeson, 1939
- Coccotrypes pilosulus  Schedl, 1948
- Coccotrypes punctulatus  Eggers, 1951
- Coccotrypes pygmaeus  Eichhoff, 1878
- Coccotrypes rolliniae  Hopkins, 1915
- Coccotrypes thrinacis  Hopkins, 1915
- Coccotrypes trevori  Beeson, 1939
- Cryphaloides donisthorpei  Hopkins, 1915
- Cryphaloides donisthorpei  Formanek, 1908